# Pierre Prévost (homme politique)
 (mars 2025).
Pour les articles homonymes, voir Pierre Prévost et Prévost.
Pierre Prévost, né le 13 août 1901 et mort le 12 avril 1990, est un homme politique français.

## Détail des fonctions et des mandats
Mandat parlementaire
- 8 décembre 1946 - 7 novembre 1948 : Sénateur de la Haute-Garonne